# 1993年至1994年英格蘭足總盃
1993/94球季英格蘭足總盃（英語：FA Cup），是第113屆英格蘭足總盃，今屆賽事的冠軍是曼聯，他們在決賽以4:0擊敗車路士，奪得冠軍。
曼聯在決賽大勝，造就他們英超成立以來贏得首次雙料冠軍。

## 外部連結
1. 英格蘭足總盃官網Archive-It的存檔，存档日期2012-04-24
2. 英格蘭足總盃 歷屆冠軍（页面存档备份，存于）